# The Fighting Gringo (1917)
The Fighting Gringo é um filme norte-americano de 1917, do gênero faroeste, dirigido por John Ford e estrelado por Harry Carey.

## Elenco
- Harry Carey ... William 'Red' Saunders
- Claire Du Brey ... May Smith
- George Webb ... Arthur Saxon
- Rex De Rosselli ... Ramon Orinez
- T. D. Crittenden ... Belknap
- Tote Du Crow ... Enrique
- William Steele ... Jim (como Bill Gettinger)
- Vester Pegg ... Pedro